# Little Llangothlin Lake
Little Llangothlin Lake är en sjö i Australien. Den ligger i delstaten New South Wales, i den sydöstra delen av landet, omkring 420 kilometer norr om delstatshuvudstaden Sydney. Little Llangothlin Lake ligger 1 359 meter över havet.
I omgivningarna runt Little Llangothlin Lake växer huvudsakligen savannskog. Trakten runt Little Llangothlin Lake är nära nog obefolkad, med mindre än två invånare per kvadratkilometer. Genomsnittlig årsnederbörd är 1 000 millimeter. Den regnigaste månaden är januari, med i genomsnitt 167 mm nederbörd, och den torraste är oktober, med 27 mm nederbörd.